# Census of Vascular Plants of Papua New Guinea
Census of Vascular Plants of Papua New Guinea  es una base de datos con ilustraciones y descripciones botánicas que es un censo de las plantas vasculares de Papúa Nueva Guinea y se basa principalmente en los nombres de las plantas incluidas en la base de datos PNGplants. Se proporciona esta lista de nombres de plantas para ayudar a los organismos gubernamentales y no gubernamentales en la búsqueda de los nombres científicos correctos de las familias de plantas, géneros o especies en Papúa Nueva Guinea. Se debe considerar como un proyecto de lista que se hará más completa, ya que más colecciones conservadas en el Herbario Nacional de Papúa Nueva Guinea (LAE) serán totalmente procesados de datos.